# Rajcza (gmina)
Rajcza – gmina wiejska w województwie śląskim, w powiecie żywieckim. W latach 1975–1998 gmina położona była w województwie bielskim, a w latach 1945–1975 tak jak cały powiat żywiecki w województwie krakowskim.
Siedziba gminy to Rajcza.
Według danych z 30 czerwca 2004 gminę zamieszkiwało 9059 osób. Natomiast według danych z 31 grudnia 2017 roku gminę zamieszkiwało 8891 osób.

## Struktura powierzchni
Według danych z roku 2002 gmina Rajcza ma obszar 131,17 km², w tym:
- użytki rolne: 28%
- użytki leśne: 59%

Gmina stanowi 12,61% powierzchni powiatu.

## Demografia

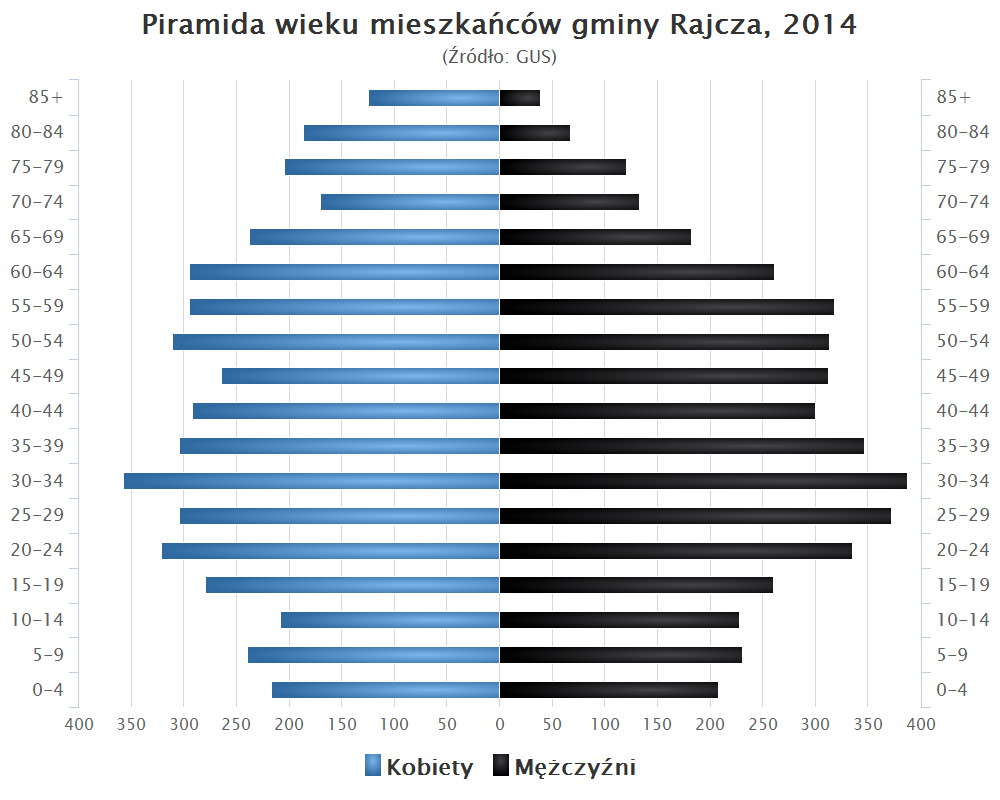
Piramida wieku mieszkańców gminy Rajcza w 2014 roku

Dane z 30 czerwca 2004:
| Opis                              | Ogółem | Ogółem | Kobiety | Kobiety | Mężczyźni | Mężczyźni |
| --------------------------------- | ------ | ------ | ------- | ------- | --------- | --------- |
| Jednostka                         | osób   | %      | osób    | %       | osób      | %         |
| Populacja                         | 9059   | 100    | 4621    | 51      | 4438      | 49        |
| Gęstość zaludnienia [mieszk./km²] | 69,1   | 69,1   | 35,2    | 35,2    | 33,8      | 33,8      |

## Sołectwa
Sól-Kiczora, Rajcza, Rycerka Dolna, Rycerka Górna, Sól, Zwardoń.

## Sąsiednie gminy
Istebna, Milówka, gmina Ujsoły. Gmina sąsiaduje ze Słowacją.